# Kielder Burn
Kielder Burn är ett vattendrag i Storbritannien.   Det ligger i grevskapet och kommunen Northumberland i riksdelen England, i den centrala delen av landet, 400 km norr om huvudstaden London.